# Winter-Paralympics 2006/Sledge-Eishockey
Sledge-Eishockey war bei den Winter-Paralympics 2006 zum vierten Mal seit 1994 bei den Paralympics vertreten. Bei den Sportlern mit Behinderungen der unteren Extremitäten nahmen 120 Spieler aus acht Nationen teil.
Für das Turnier qualifizierten sich neben Gastgeber Italien die besten drei Teams der letzten Sledge-Eishockey-Weltmeisterschaft 2004 Norwegen, USA, Schweden, Kanada als nordamerikanischer Vertreter, Japan für Asien und Deutschland als amtierender Europameister. Den letzten Startplatz erreichte Großbritannien in einem Qualifikationsturnier im November 2005 in Turin.
Austragungsort des Turniers war die umgebaute Messehalle Torino Esposizioni.

## Qualifikationsturnier 2005
Vom 5. bis 7. November 2005 fand in der zur olympischen Eishockeyhalle umgebauten Torino Esposizioni in Turin das Qualifikationsturnier zu den Paralympischen Winterspielen statt.
| Team              | GBR | CZE | EST | KOR | Sp. | S | U | N | Tore | Punkte |
| ----------------- | --- | --- | --- | --- | --- | - | - | - | ---- | ------ |
| 1. Großbritannien |     | 0:0 | 1:0 | 3:1 | 3   | 2 | 1 | 0 | 4:1  | 5      |
| 2. Tschechien     | 0:0 |     | 2:2 | 1:0 | 3   | 1 | 2 | 0 | 3:2  | 4      |
| 3. Estland        | 0:1 | 2:2 |     | 3:1 | 3   | 1 | 1 | 1 | 5:4  | 3      |
| 4. Südkorea       | 1:3 | 0:1 | 1:3 |     | 3   | 0 | 0 | 3 | 2:7  | 0      |

## Vorrunde

### Gruppe A
| Team              | Spiele | Siege | Unent | Ndlg | Tore | Punkte |
| ----------------- | ------ | ----- | ----- | ---- | ---- | ------ |
| 1. Norwegen       | 3      | 3     | 0     | 0    | 22:1 | 6      |
| 2. Kanada         | 3      | 2     | 0     | 1    | 22:4 | 4      |
| 3. Großbritannien | 3      | 1     | 0     | 2    | 2:16 | 2      |
| 4. Italien        | 3      | 0     | 0     | 3    | 1:26 | 0      |

| Datum    | Zeit  | Begegnung                 | Resultat             | Torschützen |
| -------- | ----- | ------------------------- | -------------------- | --- |
| 11. März | 09:30 | Kanada – Großbritannien   | 9:0 (3:0, 4:0, 2:0)  | Bradley Bowden (4), Billy Bridges (3), Jeremy Booker, Herve Lord                                                             |
| 11. März | 17:00 | Norwegen – Italien        | 12:0 (7:0, 3:0, 2:0) | Eskil Hagen (3), Tommy Rovelstad (3), Rolf Einar Pedersen (2), Morten Vaernes, Helge Bjornstad, Atle Haglund, Stig Tore Svee |
| 12. März | 09:30 | Norwegen – Großbritannien | 6:0                  | |
| 12. März | 17:00 | Italien – Kanada          | 0:12                 | |
| 14. März | 13:00 | Großbritannien – Italien  | 2:1                  | |
| 14. März | 20:30 | Kanada – Norwegen         | 1:4                  | |

### Gruppe B
| Team                  | Spiele | Siege | Unent | Ndlg | Tore | Punkte |
| --------------------- | ------ | ----- | ----- | ---- | ---- | ------ |
| 1. Deutschland        | 3      | 2     | 1     | 0    | 6:1  | 5      |
| 2. Vereinigte Staaten | 3      | 2     | 0     | 1    | 10:3 | 4      |
| 3. Japan              | 3      | 1     | 1     | 1    | 5:4  | 3      |
| 4. Schweden           | 3      | 0     | 0     | 3    | 2:15 | 0      |

| Datum    | Zeit  | Begegnung                        | Resultat            | Torschützen                                    |
| -------- | ----- | -------------------------------- | ------------------- | ---------------------------------------------- |
| 11. März | 13:00 | Vereinigte Staaten – Deutschland | 1:2 (1:2, 0:0, 0:0) | Joseph Howard Sebastian Kessler, Udo Segreff   |
| 11. März | 20:30 | Schweden – Japan                 | 1:5                 |                                                |
| 12. März | 13:00 | Deutschland – Schweden           | 4:0 (1:0, 1:0, 2:0) | Sebastian Kessler, Udo Segreff (2), Jörg Wedde |
| 12. März | 20:30 | Japan – Vereinigte Staaten       | 0:3                 |                                                |
| 14. März | 09:30 | Japan – Deutschland              | 0:0                 |                                                |
| 14. März | 17:00 | Schweden – Vereinigte Staaten    | 1:6                 |                                                |

## Endrunde

### Play-offs
| Datum    | Zeit  | Begegnung                         | Resultat | Torschützen |
| -------- | ----- | --------------------------------- | -------- | ----------- |
| 15. März | 11:00 | Vereinigtes Königreich – Schweden | 0:3      |             |
| 15. März | 20:30 | Japan- Italien                    | 10:1     |             |

### Halbfinale
| Datum    | Zeit  | Begegnung                     | Resultat | Torschützen |
| -------- | ----- | ----------------------------- | -------- | ----------- |
| 16. März | 11:00 | Norwegen – Vereinigte Staaten | 4:2      |             |
| 16. März | 20:30 | Deutschland – Kanada          | 0:5      |             |

### Platzierungsspiele

#### Spiel um Platz 7
| Datum    | Zeit  | Begegnung                        | Resultat | Torschützen |
| -------- | ----- | -------------------------------- | -------- | ----------- |
| 17. März | 11:00 | Vereinigtes Königreich – Italien | 2:0      |             |

#### Spiel um Platz 5
| Datum    | Zeit  | Begegnung        | Resultat | Torschützen |
| -------- | ----- | ---------------- | -------- | ----------- |
| 17. März | 20:30 | Schweden – Japan | 1:2      |             |

#### Spiel um Platz 3
| Datum    | Zeit  | Begegnung                        | Resultat | Torschützen |
| -------- | ----- | -------------------------------- | -------- | ----------- |
| 18. März | 17:00 | Vereinigte Staaten – Deutschland | 4:3      |             |

### Finale
| Datum    | Zeit  | Begegnung         | Resultat | Torschützen |
| -------- | ----- | ----------------- | -------- | ----------- |
| 18. März | 20:30 | Norwegen – Kanada | 0:3      |             |

### Endstand
| Platz | Land                   |  |
| ----- | ---------------------- |  |
| 1     | Kanada                 |  |
| 2     | Norwegen               |  |
| 3     | Vereinigte Staaten     |  |
| 4     | Deutschland            |  |
| 5     | Japan                  |  |
| 6     | Schweden               |  |
| 7     | Vereinigtes Königreich |  |
| 8     | Italien                |  |